# Telphusa alexandriacella
Telphusa alexandriacella är en fjärilsart som beskrevs av Victor Toucey Chambers 1872. Telphusa alexandriacella ingår i släktet Telphusa och familjen stävmalar. Inga underarter finns listade i Catalogue of Life.